# Scotophilus trujilloi
Scotophilus trujilloi és una espècie de ratpenat de la família dels vespertiliònids. És endèmic de Kenya. És un ratpenat de petites dimensions, amb una llargada de cap a gropa de 65,4–75,2 mm, la llargada de l'avantbraç de 43,8–46,2 mm, la cua de 37,3–43,8 mm, els peus de 9,7–10,4 mm i les orelles de 7,2–7,9 mm. S'alimenta d'insectes. Com que fou descoberta fa poc, encara no se n'ha avaluat l'estat de conservació.